# Нижнее Большое
Нижнее Большое — село в Воловском районе Липецкой области России. Административный центр Большовского сельсовета.

## География
Село находится в юго-западной части Липецкой области, в лесостепной зоне, в пределах восточных отрогов Среднерусской возвышенности, на берегах ручья Большой (бассейн реки Олым), на расстоянии примерно 2 километров (по прямой) к югу от села Волово, административного центра района. Абсолютная высота — 184 метра над уровнем моря.
Климат умеренно континентальный с теплым летом и умеренно морозной зимой.
Часовой пояс
Село Нижнее Большое, как и вся Липецкая область, находится в часовой зоне МСК (московское время). Смещение применяемого времени относительно UTC составляет +3:00.

## История
В «Списке населённых мест Российской империи» 1871 года издания населённый пункт упомянут как казённая деревня Нижнее большое Ливенского уезда (3-го стана) Орловской губернии при ручье Большом. В деревне имелось 189 дворов и проживало 1312 человек (619 мужчин и 693 женщины).

## Население
| 2010 | 2012 |
| ---- | ---- |
| 777  | ↗780 |

Гендерный состав
По данным Всероссийской переписи населения 2010 года в гендерной структуре населения мужчины составляли 47 %, женщины — соответственно 53 %.
Национальный состав
Согласно результатам переписи 2002 года, в национальной структуре населения русские составляли 98 %.

## Улицы
Уличная сеть села состоит из восьми улиц и трёх переулков.